# Березники (Коми)
Березники (ком. Екчой) — деревня в Прилузском районе республики Коми в составе сельского поселения Объячево.

## География
Находится на левобережье Лузы на расстоянии примерно 19 км на север по прямой от центра района села Объячево.

## История
Впервые упомянута в 1620 году. В 1859 году здесь (Березник или Ег-Чой) 15 дворов, 160 человек, в 1926 — 52 двора, 263 человек, в 1939—258 человек, в 1970—237 человек, в 2000 — 81 человек.

## Население
Постоянное население составляло 57 человек (коми 96 %) в 2002 году, 33 в 2010.